# Dům-muzeum Alexandra Puškina
Dům-muzeum Alexandra Puškina (rumunsky Casa-muzeu „Aleksandr Pușkin”) je muzeum a architektonická památka národní hodnoty v Moldavsku. Je zapsán v rejstříku památek historie a kultury obce Kišiněv.
V budově se ubytoval ruský básník Alexandr Sergejevič Puškin tři měsíce po příjezdu do hlavního města carské Besarábie ze dne 21. září 1820. Dům, který v té době patřil obchodníkovi Naumovovi, získal 10. února 1948 status muzea. Puškin byl do Moldávie carskou správou vypovězen a celkem strávil na území gubernie tři roky (1820–1823).

## Galerie

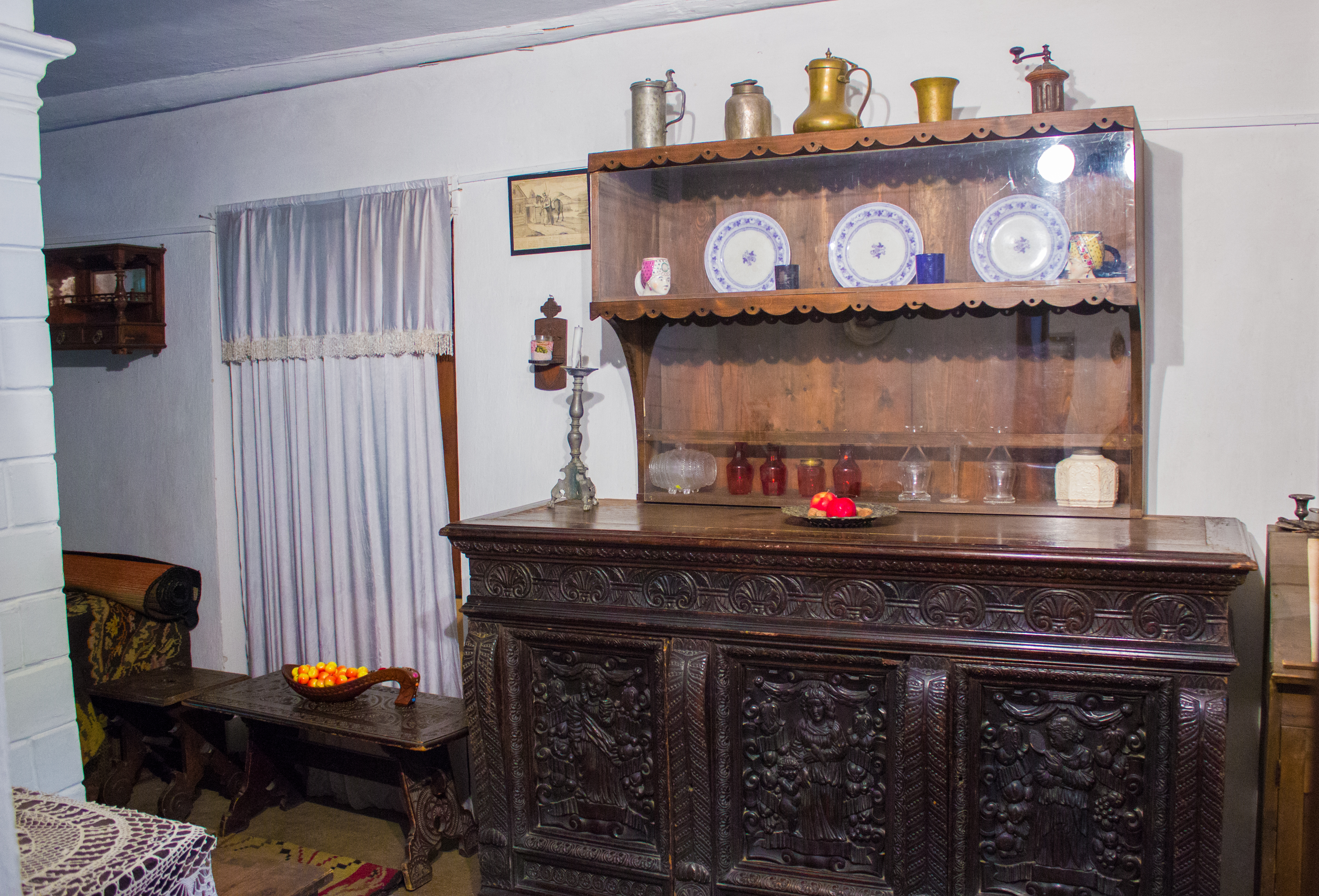
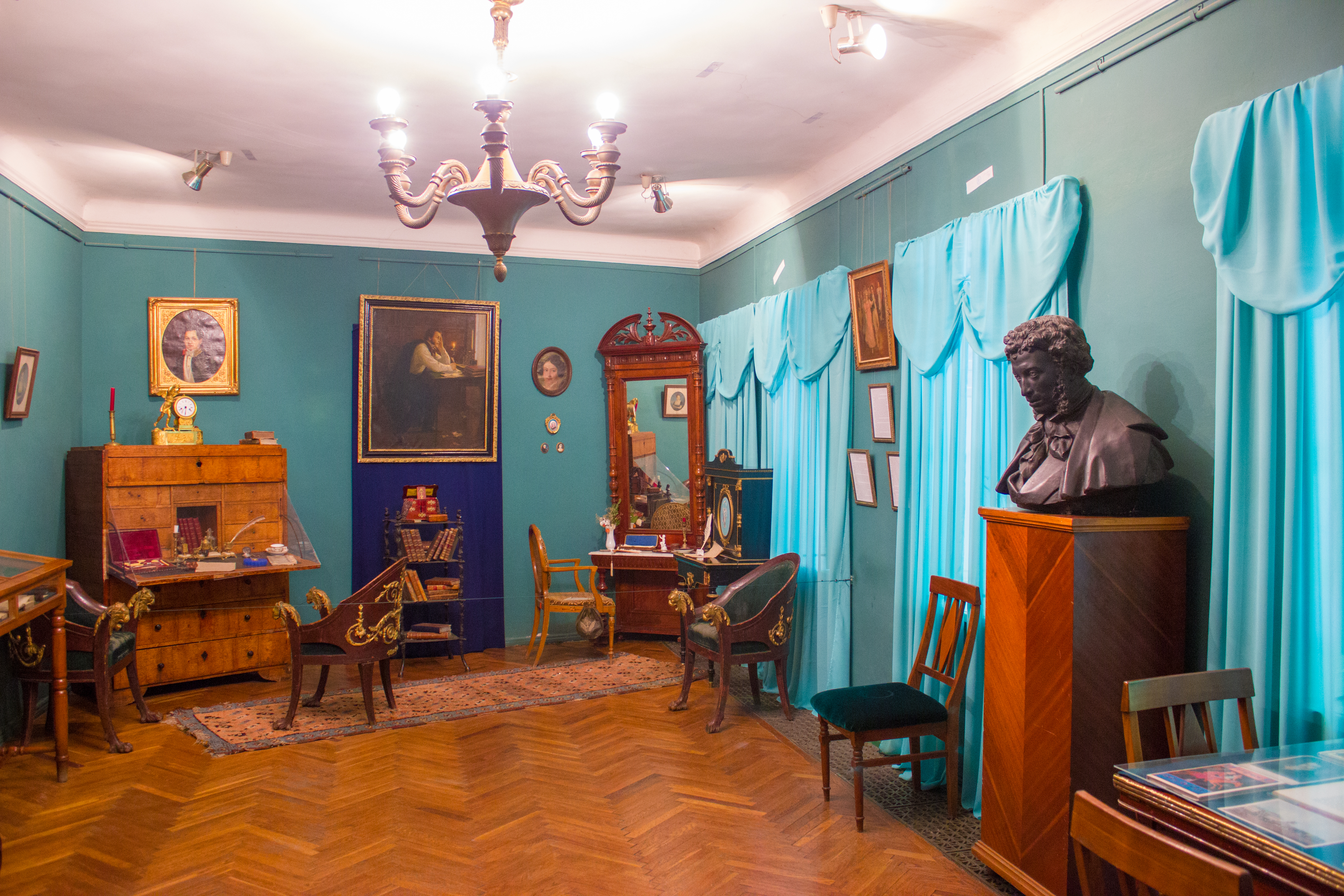
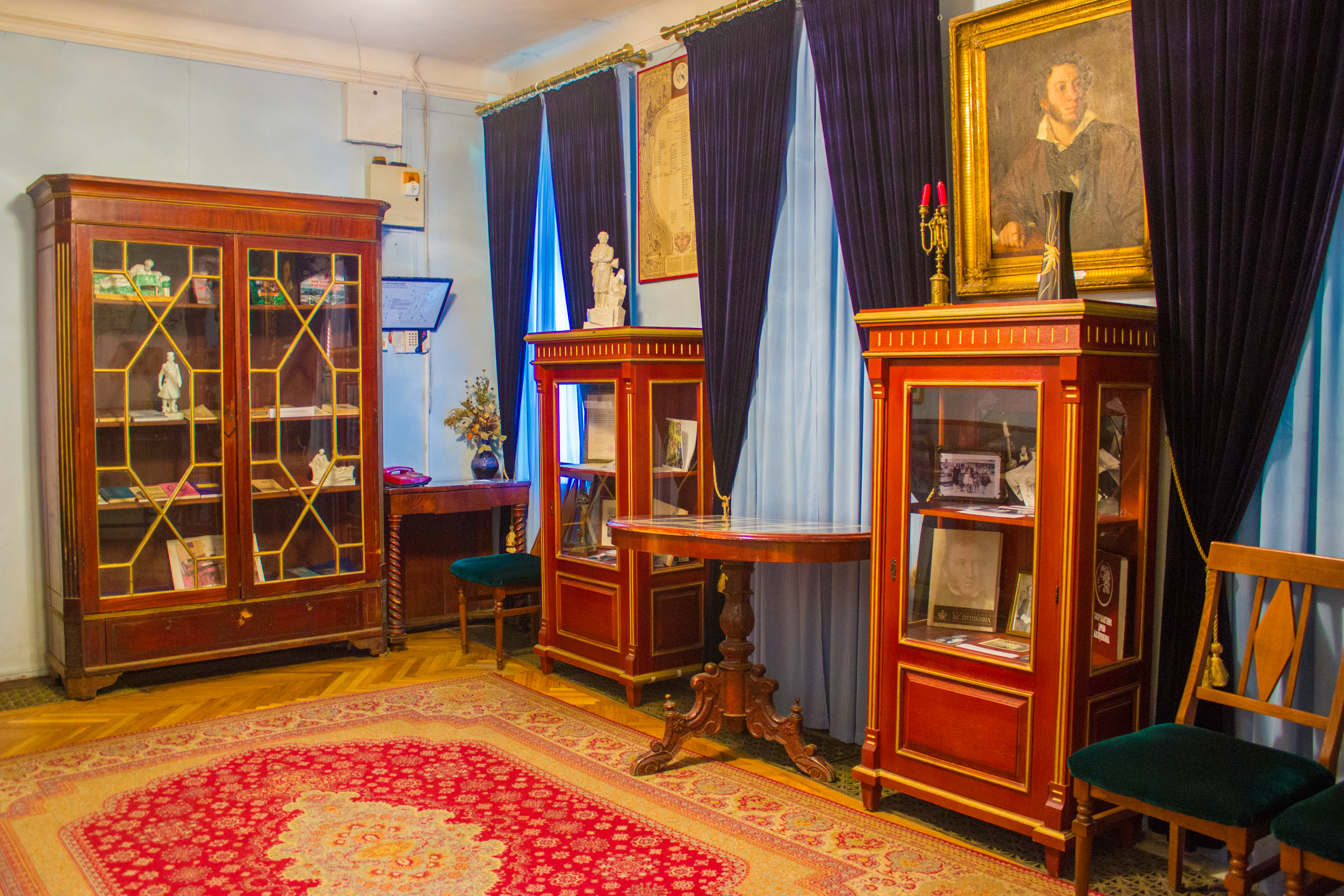
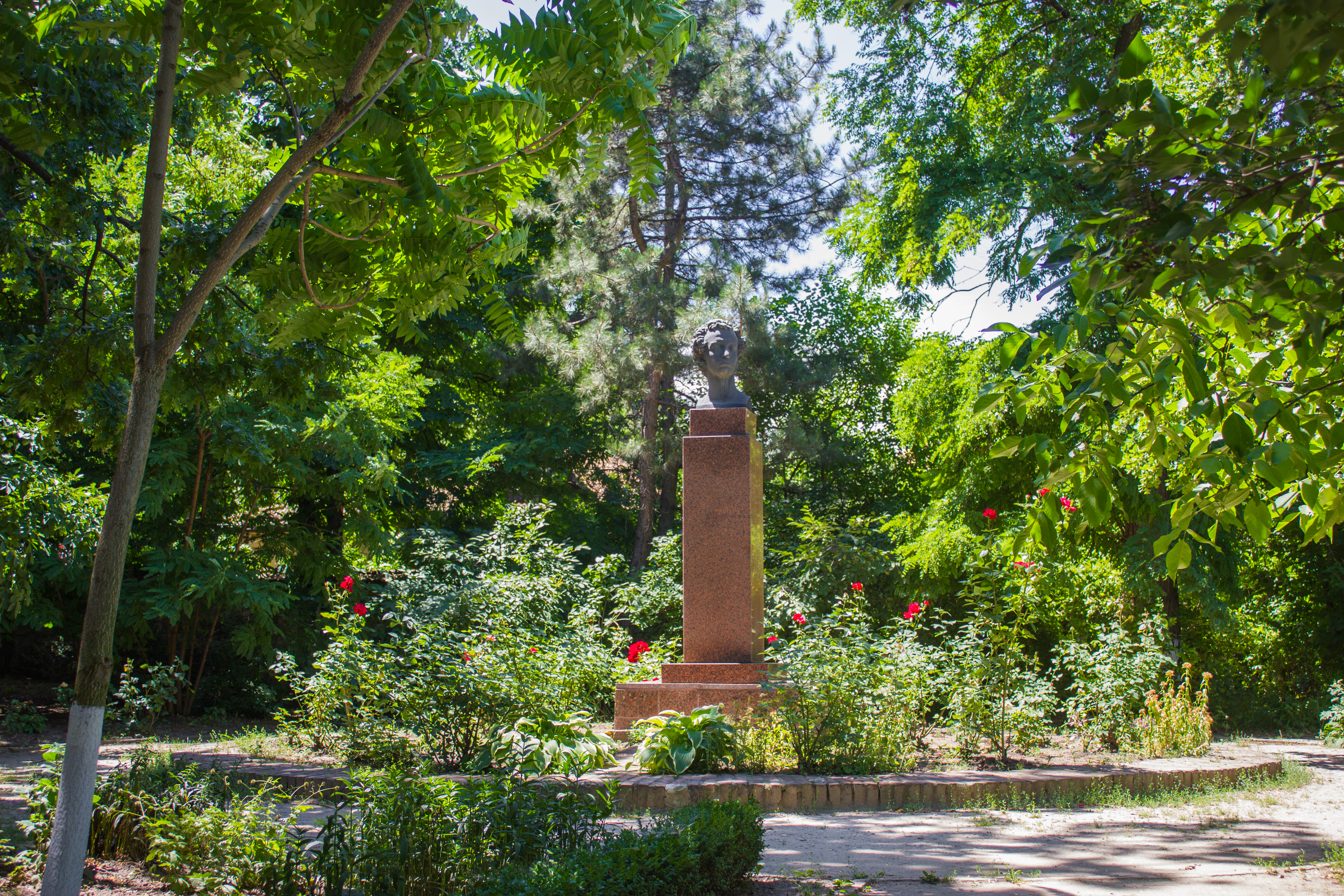